# Forensic heroes II
Forensic heroes II  of 法證先鋒II is een Hongkongse TVB-serie uit 2008. De serie werd van november 2007 tot februari 2008 gemaakt. Het beginlied "遺留" is gezongen door Edmond Leung. Het eindlied nummer één "等你" is gezongen door Charmaine Sheh en het eindlied nummer twee "You Are My Angel" is gezongen door Loretta Chow. De serie gaat over een groep mensen die bij de politie werken en misdrijven onderzoeken. Het is net een Hongkongse versie van de Amerikaanse serie CSI. Kevin Cheng speelt de rol van een bomexpert en Bobby Au-Yeung is de belangrijkste persoon van de groep onderzoekers. Ze beleven behalve spannende dingen ook leuke dingen. Linda Chung speelt de vriendin van Frankie Lam, maar zij overlijdt in de serie na een verkeersongeluk.

## Rolverdeling
- Bobby Au-Yeung als Ko Yin-Pok 高彥博 (Timothy)
- Frankie Lam als Koo Chak-Sum 古澤琛 (Sam)
- Kevin Cheng als Yeung Yat-Sing 楊逸升 (Ivan)
- Charmaine Sheh als Ma Kwok-Ying 馬幗英 (Bell)
- YoYo Mung als Leung Siu-Yau 梁小柔 (Nicole)
- Stephen Huynh als Ma Kwok-Wun 馬國宏 (Ben)
- Vivien Yeo als Ling Sum-Yi 凌心怡 (Josie)
- Florence Kwok als Mok Suk-Nuen 莫淑媛 (Yvonne)
- Astrid Chan als Lam Pui-Pui 林沛沛
- Raymond Cho als Shum Hung 沈雄
- Macy Chan (陳美詩) als Fong Miu-Na 方妙娜 (Formula)
- Matthew Ko als Mok Ching-Hong 莫正康 (Wilson)
- Linda Chung als Lam Ding-Ding 林汀汀
- Shirley Yeung (楊思琦) als Kwok Hiu-Lam 郭曉琳 (Sharon)
- Selena Li als Li Kiu 李蕎 (Cat)
- Sharon Chan als huwelijksgast
- Jack Wu (胡諾言) als Yip Chi-Man 葉志文
- Chris Lai als Li Chi-Wai 李志偉
- Sam Chan
- Shermon Tang als Mui Chin (Mabel)
- Charles Szeto (司徒瑞祈) als Li Chung-Shun 李忠信
- Sharon Luk (陸詩韻) als Ng Sze-Ying 吳詩瑩 (Cherry)
- Benjamin Yuen (袁偉豪) als Cheuk Kwan-Wing 卓鈞榮 (Anson)
- Leanne Li als Ngai Hoi-Nga 魏凱雅(Annie)
- Stephen Wong Ka Lok 黃嘉樂 als Fu Ching-Kei 博正基
- Eddie Lee (李雨陽) als Lau Chun-Shek 劉俊碩 (Terence)
- Otto Chan (陳志健) als Cho Ho-Ting 曹皓霆 (Isaac)
- Lee Sing Cheung (李成昌) als Tai Guai 戴貴
- Savio Tsang (曾國權) als Hui Lap-Yan 許立仁 (Matt)
- Yang Yu (于洋) als Leung Hing-Lung 梁興隆
- Oscar Leung als Ching Wai-Sing 程偉勝 (Edwin)
- Fred Cheng (鄭俊弘) als Leung Siu-Kong 梁小剛 (Fred)
- Kara Hui als Cheng Lai-Ling 鄭麗玲
- Lo Yuen Yan
- Law Lok Lam
- Queena Chan (陳丹丹) als Cheuk Lam 卓嵐

Best selling secrets 同事三分親 · Legend of the demigods 搜神傳 · Wars of in-laws II 野蠻奶奶大戰戈師奶 · Wasabi mon amour 和味濃情 · The master of tai chi 太極 · A journey called life 金石良缘 · The silver chamber of sorrows 銀樓金粉 · The money-maker recipe 師奶股神 · Dressage to win 盛裝舞步愛作戰 · Speech of silence 甜言蜜語 · When a dog loves a cat 當狗愛上貓 · Your class or mine 尖子攻略 · The four 少年四大名捕 · Survivor's law II 律政新人王II · The gentle crackdown II 秀才愛上兵 · The seventh day 最美麗的第七天 · D.I.E. 古靈精探 · Catch me now 原來愛上賊 · Forensic heroes II 法證先鋒II · Love exchange 疑情別戀 · Last one standing 與敵同行 · Moonlight resonance 溏心風暴之家好月圓 · The gem of life 珠光寶氣 · When Easterly Showers Fall on the Sunny West 東山飄雨西關晴 · Off pedder 畢打自己人 · Pages of treasures Click入黃金屋